# Mitsubishi Corporation Building
La Mitsubishi Corporation Building (三菱商事ビルディング)  est un gratte-ciel construit à Tokyo de 2004 à 2006  dans le quartier d'affaires de Marunouchi. du district de Chiyoda-ku.
Il abrite des bureaux de la société Mitsubishi Corporation sur 23 étages pour une hauteur de 115 mètres
L'architecte est la société Mitsubishi Estate.